# Cinglar

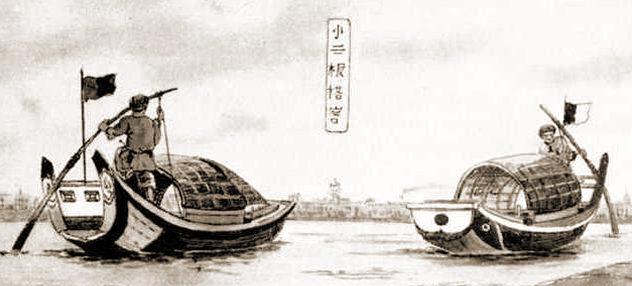
Sampan Chino impulsado mediante la técnica del yáolǔ que hace uso de un solo remo.

Cinglar, singar,silgaro singlar es el uso de un solo remo sobre la popa de una embarcación para impulsarla con movimientos de lado a lado que crean un empuje hacia adelante de la nave dentro del agua. Se distingue del sistema de remar con dos remos uno a cada lado de la embarcación (a ambos lados) y del remar en el que cada miembro de la tripulación de la embarcación o barco maneja un solo remo, complementado por otro miembro de la tripulación en el lado opuesto con otro remo, y en el que cada uno coge un solo remo con ambas manos.

## Visión general

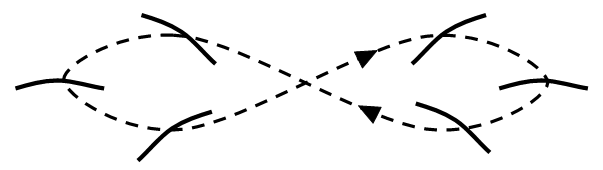
Los 8 movimientos del remo. Dentro del agua el remo se mueve en hélice (proa en la parte superior)

En resumen, el cinglar es el proceso de propulsión de una embarcación moviendo un remo desde la popa de un lado a otro mientras se cambia el ángulo de la pala para generar empuje hacia delante en ambos recorridos. La técnica es muy antigua y su origen es incierto, aunque se cree que se desarrolló independientemente en diferentes lugares y épocas. Se sabe que se usó en la antigua China, y en los Grandes Lagos por parte de los americanos precolombinos.
El remo se hace pivotar en la popa del barco y el extremo interior se empuja hacia un lado con la pala gira de manera que genere empuje hacia delante, luego se tuerce de forma que, cuando se hace ir atrás sobre el trazo de regreso, la pala del remo también produce un empuje hacia adelante. El empuje hacia atrás también se puede generar girando el remo en la otra dirección y remando. El remo normalmente pivota en una simple muesca tallada en la popa del barco donde se monta el remo, y el timonel debe inclinar la pala, girando el extremo interior del remo, para generar el empuje que no sólo empuja el barco hacia delante, manteniendo el remo dentro de su pivote. Concretamente, el funcionamiento del cinglar es muy especial ya que hay que hacer girar la pala del remo con los 8 movimientos de la figura, sin hacerlo ir dentro y fuera del agua como los otros remos tradicionales. El objetivo es minimizar el movimiento de las manos del remero y el movimiento de la embarcación de lado a lado, por lo que el barco se mueva dentro del agua lentamente, pero constantemente. Esta mínima rotación hace que el agua se mueva por encima de la pala y genere unas fuerzas que se transfieren al soporte giratorio, al costado del buque, empujando así el barco hacia delante. Dirigir el barco se limita a una cuestión de hacer girar el remo para producir el empuje adecuada empujándolo o tirando de él, en función de la dirección en que quiera ir el remero.

## China
El Chino "yuloh" (en chino: 摇 橹; pinyin: yáolǔ; Wade-Giles: yaolu) es un remo grande y pesado, con un zócalo en la parte inferior de su eje que se adapta a un pasador montado en la popa , sobre un pivote que permite girar el remo balanceándose de un lado al otro. El peso del remo, a menudo suplementado por un cordón de cáñamo, mantiene el remo en su lugar sobre el pivote. El peso de la porción exterior del remo queda compensado por una cuerda que va desde la parte inferior del mango hasta la cubierta del barco. El remero mueve principalmente el remo empujando y tirando sobre esta cuerda, lo que hace que el remo oscile sobre su pivote, inclinando automáticamente la pala para crear un empuje hacia adelante. Este sistema permite que varios remeros puedan operar con un remo, lo que permite, si es necesario, emplearlos en embarcaciones pesadas y grandes. La gran eficiencia de este sistema dio lugar al refrán chino "un yuloh equivale a tres remos".

## Tripulación
El cinglar puede utilizarse en el remo de competición cuando una embarcación está bloqueada en la línea de salida de una regata y el timonel debe ajustar la dirección en que apunta el barco. Para conseguirlo sin apartarlo de la línea de salida, el timonel mandará a un remero de la mitad de proa del barco que "retire" la pala del remo hacia el asiento detrás de él. Maniobrando la embarcación de este modo, el timonel podrá ajustar el punto de mira de la embarcación sin traspasar la línea de salida.

## Uso moderno
Las modernas embarcaciones de cinglar tienen muchas formas y tamaños y van desde ser barcazas de carga tradicionales y barcos de pesca hasta embarcaciones de transporte básicas o de recreo. Sea como sea, suelen ser más identificables por los remos a menudo montados lateralmente, que permiten al remero, idealmente, utilizar una única mano para accionar el barco. Una de las principales atracciones de estas embarcaciones es que son fáciles y económicas de manejar. aún se fabrican con materiales que van desde varios tipos de madera, fibra de vidrio, hormigón armado o metales, algunas embarcaciones modernas tienen la típica forma de barcaza de estilo "plano". Algunas son simplemente antiguas embarcaciones de motor convertidas. Las ventajas tradicionales de las embarcaciones más pequeñas como embarcaciones de cinglar son que el remero puede pasar tranquilamente sobre peces y aves sin salpicaduras ni perturbar la tranquilidad del agua. Las nuevas embarcaciones de cinglar disponibles comercialmente utilizan materiales muy ligeros y formas deslizantes para una mayor velocidad y capacidad de respuesta. Cabe destacar que los remos de estas embarcaciones hoy en día se montan lateralment para ser manejadas desde un lado del barco, así el remero puede mirar hacia adelante y hacia atrás.